# Konzerthaus Berlin
La Konzerthaus è una sala da concerto di Berlino, che si affaccia sulla Gendarmenmarkt, ed è nota anche come Schauspielhaus. Dal 1984 è una sala da concerto e sede dell'orchestra, nota dal 2006 come Konzerthausorchester Berlin.
È posta sotto tutela monumentale (Denkmalschutz).

## Architettura
L'edificio fu costruito su progetto di Karl Friedrich Schinkel tra il 1818 e il 1821, sulle rovine del Teatro Nazionale progettato da Carl Gotthard Langhans, distrutto da un incendio nel 1817. L'edificio fu costruito secondo lo stile neoclassico, con mantenimento delle colonne del portico del precedente teatro. Schinkel non progettò solo l'edificio, ma ne curò anche l'aspetto interno e tutti i dettagli di arredamento. La facciata presenta un grande portico in stile ionico, con scalinate da cui aveva accesso una parte del pubblico; infatti gli aristocratici avevano un ingresso separato da cui accedere. Sulla stessa facciata vi è una scultura raffigurante Apollo che guida un carro trainato da grifoni. Ma l'intero edificio è decorato con statue che rimandano alla musica e al teatro; infatti vi sono raffigurazioni delle Muse e di geni musicali. Nella piazza, di fronte alle scalinate d'ingresso vi è la statua di Friedrich Schiller, opera di Reinhold Begas. L'edificio subì pesanti danni a seguito dei bombardamenti, così da rendere necessario un progetto di restauro che riportò all'antico splendore l'edificio, apportando però alcune modifiche alla struttura interna dello stesso edificio.

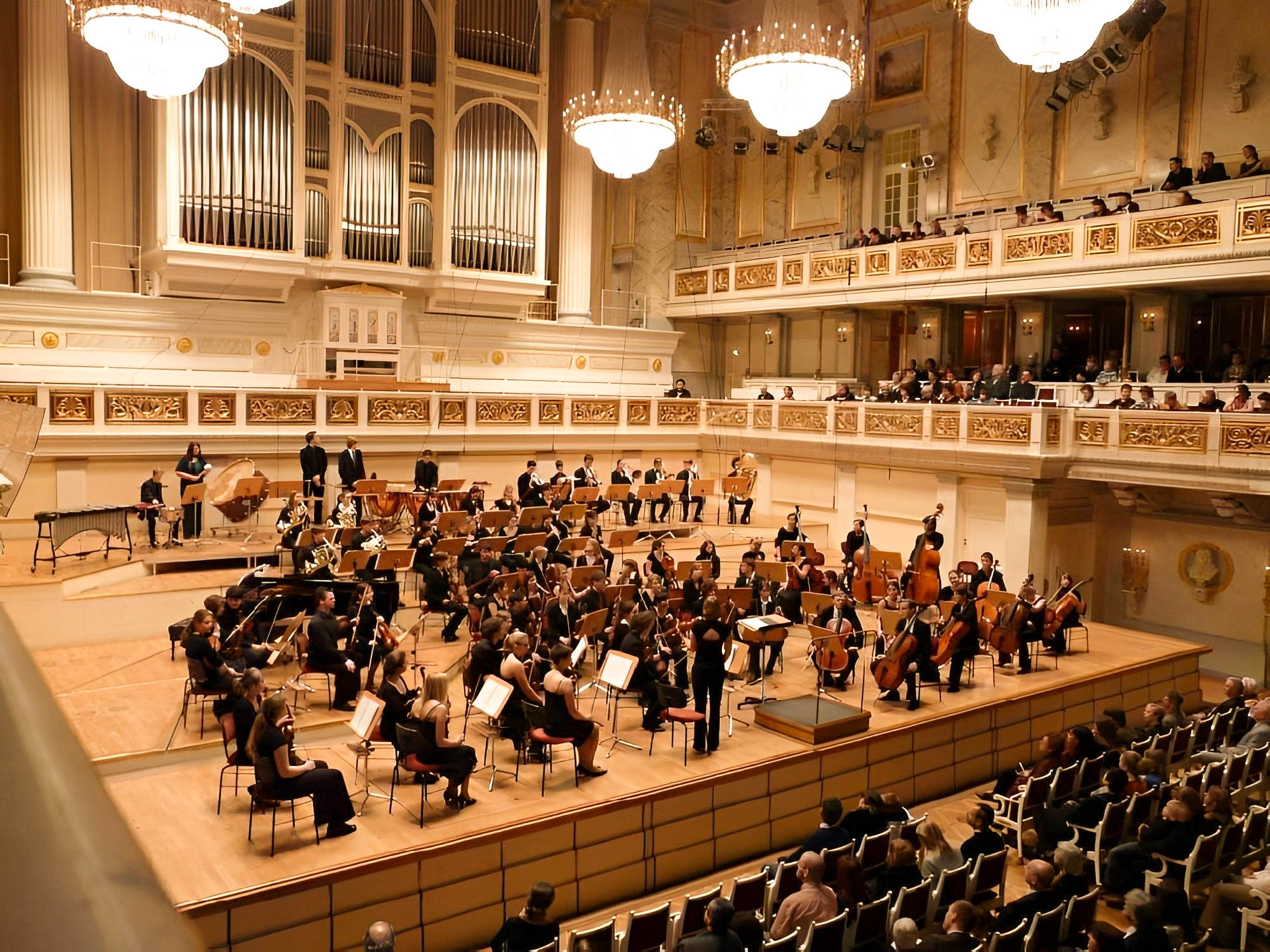
Il palco della Sala Grande durante un concerto

### Testi di approfondimento
- (DE) Felix Gensmer, Der Umbau des vormals königlichen Schauspielhauses zu Berlin in den Jahren 1904 bis 1905, in Zeitschrift für Bauwesen, anno 76, 1926,  pp. 93-104.
- (DE) Hans Grube, Der Um- und Erweiterungsbau des Staatlichen Schauspielhauses in Berlin, in Zentralblatt der Bauverwaltung, anno 55, 1935,  pp. 966-978.
- (DE) Manfred Prasser, Zum Wiederaufbau des ehemaligen Schauspielhauses als Konzerthaus am Platz der Akademie in Berlin, in Architektur der DDR, anno 30, n. 2, Berlino (Est), VEB Verlag für Bauwesen, febbraio 1981,  pp. 94-100, ISSN 0323-3413 (WC · ACNP).
- (DE) Baudirektion Hauptstadt Berlin des Ministeriums für Bauwesen (a cura di), Das Schauspielhaus am Platz der Akademie, Berlin, Hauptstadt der Deutschen Demokratischen Republik – Eröffnung 1984, Berlino (Est), 1984.
- (DE) Adalbert Behr e Alfred Hoffmann, Das Schauspielhaus in Berlin, a cura di Ehrhardt Gißke, Berlino (Est), 1985.
- (DE) Adalbert Behr, Das Schauspielhaus in Berlin, in Farbe und Raum, anno 39, n. 2, febbraio 1985,  pp. 41-47.
- (DE) Ehrhardt Gißke e Klaus Just, Das Schauspielhaus am Platz der Akademie in Berlin, in Architektur der DDR, anno 39, n. 3, Berlino (Est), VEB Verlag für Bauwesen, marzo 1985,  pp. 137-147, ISSN 0323-3413 (WC · ACNP).
- (DE) Adalbert Behr, Bauen in Berlin 1973 bis 1987, a cura di Ehrhardt Gißke, Lipsia, Koehler & Amelang, 1987,  pp. 173-176, ISBN 3-7338-0040-0.